# Hervormde kerk (Zetten)
De Hervormde kerk is een kerkgebouw aan de Kerkstraat 11 in het Nederlandse dorp Zetten, provincie Gelderland.
De kerk wordt gebruikt door de Hervormde Gemeente Zetten-Andelst.

## Geschiedenis
De oudste vermelding van een kerk in Zetten dateert uit een oorkonde van 1005. De kerk en alle tienden en toebehoren werden door tussenkomst van bisschop Heribert van Keulen aan het klooster te Deutz geschonken. De kerk wordt ook genoemd in het Utrechtse kerkenregister van 1395.
Op 15 november 1809 was er een watersnood in de regio. De kerk diende als vluchtplaats voor 99 personen.
In 1911-1912 werd de kerk uitgebreid, omdat deze te klein was gebleken.
Tijdens de Tweede Wereldoorlog liep de toren schade op.

## Beschrijving
De toren is het oudste gedeelte van de kerk en dateert uit de 14e eeuw. De toren heeft twee bakstenen geledingen, waartussen zich een band van tufsteen bevindt. De benedenverdieping kent een gemetseld koepelgewelf. Het dak heeft een achtzijdige spits, bekleed met leisteen. In 1948 werd de toren gerestaureerd. Hierbij werd de oorlogsschade hersteld en de pleisterlaag verwijderd. Het torenuurwerk is mechanisch, met een elektrische opwinding.
Het oorspronkelijke schip is in 1911-1912 vervangen door grotere nieuwbouw. Het 15e-eeuwse koor is toen behouden gebleven, maar aan de buitenzijde van een nieuwe laag baksteen voorzien.
Het orgel is in 1871-1872 door de firma Van Puffelen gebouwd. In 1976 is het orgel gerestaureerd, waarbij tevens enkele wijzigingen werden aangebracht.
Aan de noordzijde van de kerk ligt een begraafplaats met ruim 400 graven (stand van 2012).